# Dongxi (sockenhuvudort i Kina, Tibet Autonomous Region, lat 28,65, long 89,12)
Dongxi (kinesiska: 东喜, Qiangri, 强日, 东喜乡) är en sockenhuvudort i Kina. Den ligger i den autonoma regionen Tibet, i den sydvästra delen av landet, omkring 220 kilometer sydväst om regionhuvudstaden Lhasa. Antalet invånare är 1 144. Befolkningen består av 510 kvinnor och 634 män. Barn under 15 år utgör 19,0 %, vuxna 15-64 år 75 %, och äldre över 65 år 4,0 %.
Runt Dongxi är det glesbefolkat, med 16 invånare per kvadratkilometer. Närmaste större samhälle är Gapu, 13,0 km norr om Dongxi. Trakten runt Dongxi består i huvudsak av gräsmarker.
Genomsnittlig årsnederbörd är 632 millimeter. Den regnigaste månaden är juli, med i genomsnitt 160 mm nederbörd, och den torraste är december, med 9 mm nederbörd.